# Lipovu (gmina)
Lipovu – gmina w Rumunii, w okręgu Dolj. Obejmuje miejscowości Lipovu i Lipovu de Sus. W 2011 roku liczyła 3313 mieszkańców.